# 요로

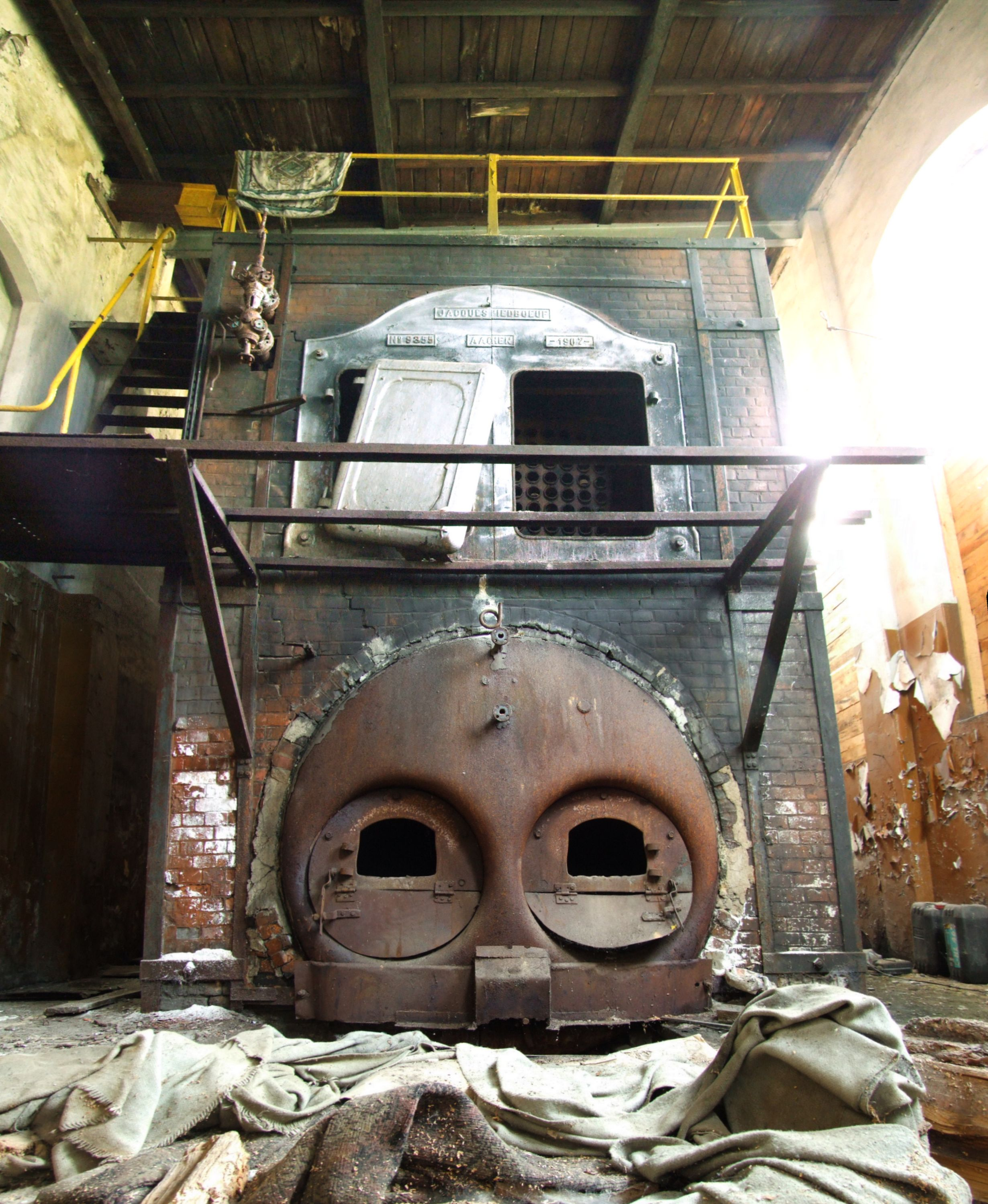
1907년산 공업요로.

요로(窯爐, furnace)는 고온의 열을 가하기 위한 장치다. 형태에 따라 평로와 고로, 가열 방식에 따라 전기로나 고주파로 등으로 나뉜다.

## 같이 보기
- 용광로
- 화장 (장례)
- 공기조화기술
- 평로